# Изгубљени (6. сезона)
Шеста и последња сезона телевизијске серије Изгубљени премијерно је емитована од 2. фебруара до 23. маја 2010. у САД и Канади, и састојала се од 18 епизода. Шеста сезона наставља да прати приче преживелих из несреће лета 815 на острву у јужном Пацифику. Преживели морају да се суоче са два исхода детонације хидрогенске бомбе на острву 1977. године. Док се прича на острву наставља, „сцене алтернативне стварности” приказују другу временску линију у којој није дошло до пада авиона на лету 815.

## Улоге
- Навин Ендруз као Сајид Џара
- Нестор Карбонел као Ричард Алперт[3]
- Хенри Ијан Кјузик као Дезмонд Хјум
- Емили де Равин као Клер Литлтон[4]
- Мајкл Емерсон као Бен Лајнус
- Џеф Фејхи као Френк Лапидус
- Метју Фокс као др Џек Шепард
- Хорхе Гарсија као Хјуго „Херли” Рејес
- Џош Холовеј као Џејмс „Сојер” Форд
- Данијел Де Ким као Џин-Су Квон
- Јунџин Ким као Сан-Хва Квон
- Кен Ланг као Мајлс Стром
- Еванџелин Лили као Кејт Остин
- Тери О’Квин као Џон Лок / Човек у Црном
- Зулајка Робинсон као Илана Вердански

У улогама су се нашли и бројни споредни и гостујући ликови, међу којима су били: Л. Скот Калдвел као Роуз Хендерсон, Сем Андерсон као Бернард Надлер, Елизабет Мичел као Џулијет Берк, Мира Фурлан као Данијела Русо, Танија Рејмонд као Алекс, Џон Тери као Кристијан Шепард, Франсоа Чау као Пјер Чанг, Доминик Монахан као Чарли Пејс, Фионула Фланаган као Елоиза Хокинг, Бред Вилијам Хенке као Брем, Џереми Дејвис као Данијел Фарадеј, Соња Волгер као Пени Видмор, Алан Дејл као Чарлс Видмор, Ијан Самерхолдер као Бун Карлајл, Меги Грејс као Шенон Радерфорд, Ребека Мејдер као Шарлот Луис, Харолд Перино као Мајкл Досон, Синтија Вотрос као Либи Смит, Вилијам Мејпотер као Итан Ром, Мишел Родригез као Ана Лусија Кортез, Марк Пелегрино као Џејкоб, Кејти Сагал као Хелен Норвуд, Титус Веливер као Човек у Црном, Андреа Габријел као Надија, Данијел Роубак као Лесли Арц, Ендру Дивоф као Михаил Бакунин, Кимберли Џозеф као Синди, Хиројуки Санада као Доген, Џон Хокс као Ленон и Шила Кели као Зои.

## Епизоде
| Бр. еп. (укупно) | Бр. еп. (у сезони) | Наслов                 | Редитељ         | Сценариста                                    | Истакнути лик(ови)     | Премијера         | Гледаност у САД (милиони) |
| --- | ------------------ | ---------------------- | --------------- | --------------------------------------------- | ---------------------- | ----------------- | ------------------------- |
| 104105 | 12                 | Аеродром Лос Анђелес   | Џек Бендер      | Дејмон Линделоф и Карлтон Кјуз                | нико                   | 2. фебруар 2010.  | 12,09                     |
| Епизода прати два исхода детонације хидрогенске бомбе. У првом, лет 815 безбедно слеће на Аеродром Лос Анђелес, где Кејт бежи од маршала, а Џек сазнаје да је тело његовог оца изгубљено током транспорта. У другом, преживели се враћају у садашњост након Џејкобове смрти; Џулијет умире, а Сајид васкрсава након што је одведен у храм Других. Такође, Човек у Црном, који се представља као Лок, открива се као Димно чудовиште и убија неколико чланова Иланиног тима са лета 316. |                    |                        |                 |                                               |                        |                   |                           |
| 106 | 3                  | Шта Кејт ради          | Пол Едвардс     | Едвард Китсис и Адам Хоровиц                  | Кејт                   | 9. фебруар 2010.  | 11,05                     |
| Када Сојер побегне из храма, Кејт и Џин добијају задатак да га врате. У међувремену, Други закључују да је Сајид „заражен” и покушавају да га отрују. У алтернативној стварности, Кејт, и даље у бекству, одводи Клер у болницу када она добије трудове. |                    |                        |                 |                                               |                        |                   |                           |
| 107 | 4                  | Замена                 | Такер Гејтс     | Елизабет Сарноф и Мелинда Шу Тејлор           | Лок                    | 16. фебруар 2010. | 9,82                      |
| На острву, Човек у Црном покушава да придобије Сојера за свој план напуштања острва, док се истовремено одржава импровизована сахрана правог Лока. У алтернативној стварности, Лок добија отказ на послу и постаје наставник на замени. |                    |                        |                 |                                               |                        |                   |                           |
| 108 | 5                  | Светионик              | Џек Бендер      | Карлтон Кјуз и Дејмон Линделоф                | Џек                    | 23. фебруар 2010. | 9,95                      |
| По Џејкобовом наређењу, Херли води Џека до светионика. У међувремену, Клер испитује једног од Других кога је заробила, док брине о повређеном Џину. У алтернативној стварности, Џек је самохрани отац који покушава да се зближи са својим сином. |                    |                        |                 |                                               |                        |                   |                           |
| 109 | 6                  | Залазак сунца          | Боби Рот        | Пол Збишевски и Грејам Роланд                 | Сајид                  | 2. март 2010.     | 9,29                      |
| Након што је придобио Сајида на своју страну, Човек у Црном упућује Другима ултиматум: или да му се придруже или да умру. У међувремену, Кејт се поново среће са Клер. У алтернативној стварности, Сајид помаже свом брату, који дугује новац зеленашу. |                    |                        |                 |                                               |                        |                   |                           |
| 110 | 7                  | Доктор Лајнус          | Марио Ван Пиблс | Едвард Китсис и Адам Хоровиц                  | Бен                    | 9. март 2010.     | 9,49                      |
| Илана открива да је Бен убио Џејкоба и планира да га убије. У међувремену, Џек, Херли и суицидни Ричард посећују Црну стену. У алтернативној стварности, Бен, који ради као средњошколски наставник, покушава да уцени директора школе. |                    |                        |                 |                                               |                        |                   |                           |
| 111 | 8                  | Извиђање               | Џек Бендер      | Елизабет Сарноф и Џим Галасо                  | Сојер                  | 16. март 2010.    | 8,87                      |
| Човек у Црном шаље Сојера у извиђачку мисију на острво Хидра, где он открива да се Чарлс Видмор вратио са тимом научника. У алтернативној стварности, Сојер је полицајац који и даље трага за оригиналним Сојером. |                    |                        |                 |                                               |                        |                   |                           |
| 112 | 9                  | Од почетка             | Такер Гејтс     | Мелинда Шу Тејлор и Грегори Нејшонс           | Ричард                 | 23. март 2010.    | 9,31                      |
| Приказана је прошлост Ричарда Алперта: 1867. године доведен је на острво као роб на броду Црна стена. Склапа договор с Џејкобом да буде његов представник у замену за бесмртност. У садашњости, Херли га убеђује да помогне кандидатима да замене Џејкоба и спрече Човека у Црном да напусти острво. |                    |                        |                 |                                               |                        |                   |                           |
| 113 | 10                 | Пакет                  | Пол Едвардс     | Пол Збишевски и Грејам Роланд                 | Сан и Џин              | 30. март 2010.    | 10,13                     |
| Након што Видморов тим отме Џина и одведе га на острво Хидра, Човек у Црном се суочава са Видмором. На главном острву, Сан губи способност да говори енглески. У алтернативној стварности, Сан и Џин бивају отети након што не успевају да заврше посао за Саниног оца. |                    |                        |                 |                                               |                        |                   |                           |
| 114 | 11                 | Срећно до краја живота | Џек Бендер      | Карлтон Кјуз и Дејмон Линделоф                | Дезмонд                | 6. април 2010.    | 9,55                      |
| На острву, Видмор подвргава Дезмонда великој количини електромагнетне енергије као експеримент. У алтернативној стварности, Дезмонд, уз Чарлијеву помоћ, почиње да има визије свог живота у оригиналној временској линији. |                    |                        |                 |                                               |                        |                   |                           |
| 115 | 12                 | Сви воле Хјуга         | Данијел Атијас  | Едвард Китсис и Адам Хоровиц                  | Херли                  | 13. април 2010.   | 9,48                      |
| Да би спречио даље губитке, Херли води друге преживеле да разговарају са Човеком у Црном. У алтернативној стварности, Херли упознаје Либи, док Дезмонд наставља своју мисију да обавести путнике са лета 815 о њиховим животима на острву. |                    |                        |                 |                                               |                        |                   |                           |
| 116 | 13                 | Последњи регрут        | Стивен Семел    | Пол Збишевски и Грејам Роланд                 | нико                   | 20. април 2010.   | 9,53                      |
| Преживели се деле у две групе; једну води Сојер, а другу Човек у Црном. Сојерова група путује на острво Хидра, где их заробљава Видморов тим након што се Сан и Џин поново сретну. У алтернативној стварности, путници са лета 815 настављају да се срећу једни са другима. |                    |                        |                 |                                               |                        |                   |                           |
| 117 | 14                 | Кандидат               | Џек Бендер      | Елизабет Сарноф и Џим Галасо                  | Џек и Лок              | 4. мај 2010.      | 9,59                      |
| Након што се преостали преживели поново сретну, Сојер и Џек смишљају план да одврате пажњу Човека у Црном и напусте острво без њега на Видморовој подморници, али их чекају катастрофалне последице. У алтернативној стварности, Џек истражује узрок Локове парализе и нуди да га излечи. |                    |                        |                 |                                               |                        |                   |                           |
| 118 | 15                 | Преко мора             | Такер Гејтс     | Карлтон Кјуз и Дејмон Линделоф                | Џејкоб и Човек у Црном | 11. мај 2010.     | 10,32                     |
| Откривено је да су Џејкоб и Човек у Црном браћа близанци. Одгајала их је мистериозна жена која је била задужена за заштиту острва. Као освету за убиство њихове усвојене мајке (која је убила њихову праву мајку), Џејкоб баца свог брата у извор електромагнетизма након што је постао чувар острва, што претвара Човека у Црном у Димно чудовиште. |                    |                        |                 |                                               |                        |                   |                           |
| 119 | 16                 | За шта су умрли        | Пол Едвардс     | Едвард Китсис, Адам Хоровиц и Елизабет Сарноф | нико                   | 18. мај 2010.     | 10,47                     |
| Бен се коначно свети Видмору након што прихвати да помогне Човеку у Црном. Џејкоб објашњава сврху кандидата, а Џек се добровољно нуди да га замени. Откривено је да је Дезмонд жив и да Човек у Црном планира да га искористи за уништење острва. У алтернативној стварности, путници са лета 815 завршавају на путу за концерт. |                    |                        |                 |                                               |                        |                   |                           |
| 120121 | 1718               | Крај                   | Џек Бендер      | Дејмон Линделоф и Карлтон Кјуз                | нико                   | 23. мај 2010.     | 13,57                     |
| Из различитих разлога, Џек и Човек у Црном користе Дезмонда да угасе светлост у срцу острва. Острво почиње да се урушава, али Човек у Црном постаје смртан. Још увек очајан да побегне, Човек у Црном се бори са Џеком и смртно га рањава, али уз помоћ Кејт, Џек га убија. Схватајући своју судбину, Џек се жртвује да поново запали срце острва, како би његови пријатељи могли да побегну на Аџира авиону. Херли преузима Џеково место као заштитник острва и поставља Бена за новог саветника. „Алтернативна стварност” се открива као нека врста лимба или чекаонице за главне ликове, где они бораве док не прихвате свој живот и смрт, након чега су у могућности да га „оставе” и „крену даље” заједно. |                    |                        |                 |                                               |                        |                   |                           |